# Marsotres
Marsotres je vibracija površine ili unutrašnjosti Marsa kao rezultat naglog oslobađanja energije u unutrašnjosti planeta, kao što je posljedica tektonskih ploča, odakle većina potresa na Zemlji potječe ili možda s žarišnih točaka kao što su Olympus Mons ili Tharsis. Otkrivanje i analiza marsotresa mogu biti informativni za ispitivanje unutarnje strukture Marsa, kao i za utvrđivanje je li neki od mnogih Marsovih vulkana i dalje vulkanski aktivan ili ne.
Potresi su primijećeni i dobro dokumentirani na Mjesecu, a postoje i dokazi o prošlim potresima na Veneri, ali trenutna seizmička aktivnost Marsa nije definitivno otkrivena. Neke procjene sugeriraju da se marsotresi događaju rijetko jednom u milijun godina ili više. Ipak, pronađeni su uvjerljivi dokazi da je Mars u prošlosti bio seizmički aktivan, s magnetskom ispruganosti na velikom području južnog Marsa. Magnetska ispruganost na Zemlji često je znak područja na kojem se posebno tanka kora cijepa i širi, stvarajući novo tlo u polako razdvajajućim pukotinama; glavni primjer za to je Srednjoatlantski greben. Međutim, u ovoj regiji nije pronađen jasan greben koji se širi, što upućuje na to da bi moglo biti potrebno drugo, možda neseizmičko objašnjenje.
Za 4,000 km dug kanjonski sustav, Valles Marineris, je predloženo da je kanjon ostatak drevnog marsovskog rasjeda. Međutim, čak i ako je to u određenom trenutku bio aktivan, nepoznato je je li rasjed još uvijek aktivan ili se "zamrznuo".

## Otkrivost
Prvi pokušaji otkrivanja seizmičke aktivnosti na Marsu bili su s programom Viking 1975. godine, i premda su sletači radili nekoliko godina, seizmografi su postavljeni na vrh sletača i nisu mogli otkriti nikakvu jasnu seizmičku aktivnost. U to je vrijeme bilo moguće isključiti česte i velike marsotrese. Uređaj na Vikingu 2 prikupio je podatke za 2100 sati (89 dana) podataka preko 560 sola vremena rada sletača. Lander Viking 1 nije vratio nikakve podatke zbog problema s aktiviranjem seizmometra. Vremena kada je brzina vjetra bila mala na mjestu Viking 2, dopuštala su postavljanje ograničenja seizmičke aktivnosti u to vrijeme i na Marsu.
Seizmometar Vikinga 2 imao je jednog kandidata za potres Marsa tijekom 80. sola. Međutim, nije bilo podataka o brzini vjetra, pa nije moguće reći je li to vjetar ili ne. Velik broj podataka pretvoren je u ASCII datoteke s izvornih snimaka. Trideset godina kasnije, podaci iz misije InSight doveli su do povećanog zanimanja za skup Vikingovih podataka, a daljnja analiza mogla bi otkriti jednu od najvećih zbirki detektiranja prašnjavih vragova na Marsu.
Sletač InSight Mars, lansiran u svibnju 2018. godine, sletio je na Mars 26. studenoga 2018. godine, a seizmometar nazvan Seizmički eksperiment za unutarnju strukturu (Seismic Experiment for Interior Structure, SEIS) je postavljen u funkciju 19. prosinca 2018. godine za traženje marsotresa i analizu unutarnje strukture Marsa. Čak i ako se ne otkriju seizmički događaji, očekuje se da je seizmometar dovoljno osjetljiv da otkrije moguće nekoliko desetaka meteora koji uzrokuju bolide u Marsovoj atmosferi godišnje, kao i udare meteorita. Također će istražiti kako Marsovska kora i plašt reagiraju na učinke udara meteorita, što daje tragove o unutarnjoj strukturi planeta.
Slabi seizmički signal, za koji se vjeruje da je mali potres, izmjerio je i zabilježio sletač InSight 6. travnja 2019. Seizmometar sletača otkrivao je vibracije tla dok su zabilježene tri različite vrste zvukova. Tri druga događaja zabilježena su 14. ožujka, 10. travnja i 11. travnja, ali ti su signali bili još manjeg i dvosmislenog porijekla, što je otežavalo utvrđivanje njihovog uzroka.
- Mars - simulacija seizmičkog vala (umjetnički koncept; 2019)
- Mars - InSight Lander - Seizmički događaj (AudioVideoFile; 128. sol; 6. travnja 2019.)

## Kandidati za seizmičke događaje
Unatoč nedostacima značajnih smetnji vjetra, na 80. sol misije sletača Viking 2 (otprilike 23. studenog 1976.), ugrađeni seizmometar otkrio je neobičan slučaj ubrzanja tijekom razdoblja relativno male brzine vjetra. Na temelju značajki signala i pod pretpostavkom da se Marsova kora ponaša slično Zemljinoj kori u blizini mjesta za testiranje sletača u Južnoj Kaliforniji, procijenjeno je da će događaj imati veličinu od 2,7  i udaljenost od otprilike 110 kilometara. Međutim, brzina vjetra izmjerena je samo 20 minuta ranije, odnosno 45 minuta nakon, na 2,6, odnosno 3,6 metara u sekundi. Dok je iznenadni nalet vjetra od 16 m/s bi bile potrebne za produkciju događaja, ne može se u potpunosti isključiti.
Na 128. sol misije sletača InSight seizmički eksperiment za unutarnju strukturu (SEIS) 6. travnja otkrio je jedan seizmički događaj magnitude 1-2. Tri druga nepotvrđena seizmička događaja kandidata otkrivena su 14. ožujka, 10. travnja i 11. travnja. Potres je sličan lunatresima otkrivenim tijekom programa Apollo. Mogao je biti uzrokovan unutarnjom aktivnošću planeta ili meteoritom koji je udario u površinu. Vjerovalo se da je epicentar bio unutar 100 km slijetanja. Od 30. rujna 2019. SEIS je prijavio 450 događaja različitih vrsta.